# شلل العصب الإبطي
شلل العصب الإبطي (بالإنجليزية: Axillary nerve palsy)‏ هو حالة عصبية يتضرر فيها العصب الإبطي (ويسمى أيضًا العصب المنعطف) بسبب خلع الكتف، ويمكن أن يُسبب ضعف العضلة المثلثة وفقدان الحس تحت الكتف ونظرًا لأن هذه مشكلة في عصب واحد فقط فهي نوع من اعتلال الأعصاب المحيطية يسمى اعتلال العصب الوحيد. ويمثل شلل العصب الإبطي 0.3% إلى 6% فقط من بين جميع إصابات الضفيرة العضدية.

## العلامات والأعراض
يعاني مرضى شلل العصب الإبطي من أعراض مختلفة، فعلى سبيل المثال يشكو بعض مرضى شلل العصب الإبطي من أنهم لا يستطيعون ثني ذراعهم عند المرفق، ولكن لا يوجد أي ألم أو إزعاج آخر. وقد يتأخر ظهور الشلل ولا يتم ملاحظته حتى 12-24 ساعة بعد حدوث إصابة في منطقة الكتف مما يجعل التشخيص أكثر تعقيدًا. لذلك من المهم التعرف على الأعراض، وإدراك أنها قد تختلف باختلاف الأشخاص.
تشمل الأعراض:
- انعدام إمكانية ثني الذراع عند المرفق[4]
- قصور في وظيفة العضلة المثلثة[6]
- فقد الإحساس في مناطق مختلفة من الجلد حول منطقة العضلة المثلثة[6]
- عدم القدرة على رفع الذراع عند الكتف[7]

## الأسباب
من الناحية التشريحية يؤدي تلف العصب الإبطي أو كبته إلى الإصابة بالشلل. هذا الكبت الذي يشار إليه باسم الانحصار يتسبب في أن يصبح مسار العصب أصغر ولا يمكن للنبضات أن تتحرك عبر العصب بسهولة. علاوة على ذلك قد تتسبب الإصابة في تلف الغمد المياليني أو جرح العصب بطريقة أخرى مما يؤدي أيضًا إلى تقليل قدرة تدفق النبضات العصبية.
عادة يعمل الضغط الخارجي على كبت العصب أو التسبب في تلف الأعصاب. والأكثر شيوعًا أن يتسبب خلع الكتف أو كسور الكتف في الإصابة بالشلل. والرياضات مثل كرة القدم والهوكي يمكن أن تتسببا في الإصابة, قد تحدث حالات أخرى بسبب ضغط العكاز المتكررأو الإصابات الناجمة عن طريق الخطأ من قبل المهنيين الصحيين (مشكلة علاجية المنشأ). علاوة على ذلك فإنه من الممكن بعد عملية الكتف الأمامية حدوث تلف في العصب الإبطي وقد تم توثيقه من قبل العديد من الجراحين مما يتسبب في شلل العصب الإبطي. تشمل الأسباب المحتملة الأخرى: العدوى العميقة أو الضغط من جبيرة أو كسر عظم العضد أو اضطرابات الأعصاب التي تلتهب فيها الأعصاب.
هناك أسباب نادرة لحدوث شلل العصب الإبطي، فعلى سبيل المثال يمكن أن يحدث شلل العصب الإبطي بعد حدوث إصابة حادة في منطقة الكتف دون أي نوع من الخلع أو الكسر. وقد تشمل أمثلة هذه الإصابة الحادة: الضرب بجسم ثقيل أو السقوط على الكتف أو ضربة قوية أثناء المشاركة في الملاكمة أو حوادث السيارات. كما يمكن أن يحدث سبب نادر آخر لشلل العصب الإبطي بعد استخدام وضعية الولادة الجانبية فعندما يستلقي المريض على جانبه لفترة كبيرة من الوقت يمكن أن يُصاب بشلل العصب الإبطي ويمكن أن تحدث هذه المضاعفات النادرة للولادة بسبب الضغط المطول على العصب الإبطي في وضعية الولادة الجانبية. وقد يُصاب بعض المرضى الذين شُخِّصَت إصابتهم بإلتهاب اللفافة العقيدي بشلل العصب الإبطي إذا كان موقع النمو السريع بالقرب من الإبط. في حالة التهاب اللفافة العقدي يمكن لكل من الشريط الليفي أو نمو الورم الشفاني الضغط على العصب، مما يتسبب في شلل العصب الإبطي. تحدث إصابة العصب الإبطي عادةً من تأثير مباشر من نوع ما على الذراع الخارجية، على الرغم من أنها قد تنجم عن إصابة الكتف عن طريق خلع العصب أو ضغطه. يأتي العصب الإبطي من الحبل الخلفي للضفيرة العضدية في عملية الغرابي ويوفر الوظيفة الحركية للعضلات المثلثة والعضلة المدورة الصغيرة. يمكن أن يكون مخطط كهربية العضل مفيدًا في تحديد ما إذا كان هناك إصابة في العصب الإبطي. ينشأ أكبر عدد من حالات شلل العصب الإبطي بسبب إصابات التمدد التي تسببها الإصابة غير الحادة أو مشكلة علاجية المنشأ. يتميز شلل العصب الإبطي بعدم وجود تبعد للكتف يزيد عن 30 درجة مع أو بدون فقدان الإحساس في ثلثي الكتف المنخفضين. عادةً ما يكون المرضى الذين يعانون من شلل العصب الإبطي تعرضوا لإصابة حادة ولديهم عدد من إصابات الكتف والجراحة ليست مطلوبة دائمًا لحل المشكلة.

## التشخيص

### فحوصات طبية
يُمكن استخدام مجموعة متنوعة من الطرق لتشخيص شلل العصب الإبطي. فقد يقوم الممارس الصحي بفحص الكتف بحثًا عن ضمور عضلي في العضلة المثلثة. بالإضافة لاختبار ضعف المريض عندما يُطلب منه رفع ذراعه. ويعد اختبار علامة التأخر في تمديد العضلة المثلثة طريقة لتقييم شدة ضعف العضلات. خلال هذا الاختبار يقف الطبيب خلف المريض ويستخدم معصمه لرفع ذراعه وبعد ذلك يُطلب من المريض تثبيت ذراعه مرفوعًا دون مساعدة الطبيب وإذا لم يتمكن المريض من الحفاظ على هذا الوضع بمفرده وحدث هبوط زاوي، يتم ملاحظة التأخر الزاوي كمؤشر على شلل العصب الإبطي. عندما يكون الكتف في أقصى امتداد له فإن المنطقة الخلفية للعضلة المثلثة والعصب الإبطي هي فقط التي تعمل على رفع الذراع. لذلك لا يمكن لأي عضلات أخرى تقديم تعويض مما يسمح للاختبار بأن يكون مقياسًا دقيقًا لخلل العصب الإبطي.
تشمل الاختبارات الإضافية إجراء تخطيط كهربائية العضل واختبارات توصيل الأعصاب، ومع ذلك لا ينبغي القيام بذلك بعد الإصابة مباشرة لأن النتائج ستكون طبيعية. بينما يجب إجراء هذه الاختبارات بعد أسابيع من الإصابة الأولية وظهور الأعراض. ويمكن للطبيب أيضًا إجراء التصوير بالرنين المغناطيسي أو الأشعة السينية.

## العلاج
في كثير من الحالات يحدث الشفاء بشكل تلقائي ولا يحتاج إلى علاج. يمكن أن يحدث هذا التعافي التلقائي لأن المسافة بين موقع الإصابة والعضلة المثلثة صغيرة. وقد يستغرق التعافي التلقائي مدة تصل إلى 12 شهرًا.
وقد تُوصف الأدوية من أجل مكافحة الألم والتهاب الأعصاب.
قد تكون الجراحة خيارًا ولكن لها نتائج مختلفة وعادة ما يتم تجنبها لأن نتائجها إيجابية في حوالي نصف الأشخاص فقط الذين خضعوا للجراحة. ويقترح البعض أنه يجب إجراء استكشاف جراحي إذا لم يحدث الشفاء خلال فترة من 3 إلى 6 أشهر. تتضمن بعض الخيارات الجراحية تطعيم الأعصاب أو انحلال الأعصاب أو إعادة بناء العصب. عادةً ما تكون نتائج الجراحة أفضل للمرضى الأصغر سنًا (أقل من 25 عامًا) ولطعوم الأعصاب التي يقل طولها عن ستة سنتيمترات.
قد لا يتماثل البعض للشفاء وتكون الجراحة غير ممكنة، في هذه الحالات يمكن للعضلات المحيطة أن تعوض مما يسمح لهم بالحصول على نطاق مُرضٍ من الحركة مرة أخرى. سيساعد العلاج الطبيعي أو العلاج الوظيفي على إعادة التدريب واستعادة قوة العضلات.